# ISU-152
L'ISU-152 était un canon automoteur de l'Union soviétique pendant la Seconde Guerre mondiale. Variante du SU-152, il était monté sur un châssis de JS-2 plutôt que de KV-1, avec pour résultat une amélioration de son blindage. Il fut également utilisé comme chasseur de chars.
Son rôle était d'appuyer à distance les troupes partant à l'assaut. Il devait réduire au silence toutes les formes de retranchements ennemis comme les bunkers ou les points d'appui. La puissance de l'obus explosif de près de 40 kg de son canon ML 20 de 152 mm en faisait un redoutable véhicule.
En cas de rencontre avec un char ennemi, un seul tir aurait suffi à mettre hors de combat la cible, car l'onde de choc résultant de l'impact aurait eu tôt fait d'assommer l'équipage, bien que son obus perforant n'ait qu'une faible valeur antichar.[réf. nécessaire].
Construit entre 1943 et 1947, avec environ 4 600 unités produites.

## Point faible
Le principal point faible de l'ISU-152 résidait dans sa cadence de tir réduite et sa faible capacité d'emport en munitions. En effet, il ne pouvait transporter que 20 obus, 13 obus explosifs et 7 obus perforants. 
Il fallait environ 40 secondes pour suppléer au réarmement, chaque obus pesant environ 40 kg.
En cas de perturbation dans la chaine de réapprovisionnement, ou en cas d'assaut plus long et/ou plus sévère qu'envisagé, l'ISU-152 pouvait se retrouver à court de munitions, et de ce fait devenir vulnérable.

### Tueur de char
Bien que ce ne fut pas son rôle premier, on le surnommait “Zveroboy” (Tueur de bêtes). En effet, les chars allemands Panther, Tiger, et Ferdinand/Elefant ont rapidement constitué l'essentiel des cibles de ses équipages. C'est son rôle le plus connu, principalement mis en avant par la propagande de guerre soviétique.
Le poids de ses obus (40 kg) réduisait sa capacité de tir de 1 à 3 coups par minute.
Malgré tout, un coup au but était suffisant pour réduire un équipage avec l'onde de choc du projectile, bien que ce dernier ait une faible valeur de pénétration.
Bon nombre de cas rapportés attestent que les obus ne pénétraient pas complètement les blindages des Tigres. D'autres cas attestent aussi que si le coup au but était bien positionné, la tourelle d'un Panzer IV pouvait voler en éclats.
L'ISU-152 était doté de munitions explosives. Cependant, elles étaient chères, difficiles à fabriquer et n'étaient pas bien distribuées dans la chaîne d'approvisionnement. De plus, ces munitions étaient considérées comme à peine plus efficaces que les obus perforants.
Quand il était pris pour cible, ses 90 mm de blindage résistaient bien aux tirs rapprochés des canons allemands de 75 mm. En revanche, les canons des chars Tigre de 88 mm étaient efficaces pour détruire l'ISU-152.

### Canon d’artillerie autotracté
Comme son homologue l'ISU-122, l'ISU-152 pouvait prendre la relève des canons d'artillerie classiques. Son usage était surtout réservé à un bombardement préliminaire, pour permettre les avancées des forces de l'Armée rouge. 

### Canon d'assaut
En tant que canon d'assaut, on atteste que l'ISU-152 était une arme très précieuse dans les combats urbains de Budapest, Berlin, et Konigsberg.
Son blindage était ici aussi un atout efficace contre les canons anti-chars. Les obus explosifs étaient parfaits pour détruire les fortifications ennemies, ainsi que les casemates.

#### Variantes
ISU-152-2:
Un unique prototype développé en 1944. En avril 1944, en vue d'augmenter la puissance de feu de l'ISU-152, une variante antichar du canon automoteur a été développé dans l'usine N°100 basé à Leningrad, nommé ISU-152BM (ИСУ-152БМ) quelquefois nommé ISU-152BM-1 ou ISU-152-1. Sa désignation d'usine est Object 246 (Объект 246). Dans la désignation le "BM"("БМ") est traduit littéralement par "Grande puissance". L'objectif principal de l'ISU-152BM était de combattre les derniers chasseurs de chars lourd alignés par le IIIe Reich à savoir les Elefants et les Jagdtiger.
Cette version est armée avec un canon long de 152,4 mm BL-8 (БЛ-8), qui le différencie de ce fait de l'ISU-152 qui lui est un obusier automoteur. Avec ses obus HE(High Explosive) de 43,56 kg qui ont une vitesse à la sortie de bouche de 880 m/s,la portée maximale du canon est de 18 500 mètres. Quant à ses munitions AP (Armor Piercing), elles pèsent 48,78 kg et ont une vitesse à la sortie de bouche de 850 m/s (pas de données concernant la portée maximale mais elle est forcément moindre à celle des obus explosifs compte tenu du poids plus élevé des obus AP). La longueur totale de l'armement est de plus de 8 mètres avec un canon long de 7 620 mm (50 calibres). Lors des essais de tirs sur des blindages de différentes épaisseurs, l'ISU-152BM a pénétré avec succès une plaque de 203 mm de BHL (Blindage homogène laminé, type de blindage alors en vigueur sur tous les blindés du second conflit mondial) inclinée à 90° à 2 000 mètres. A savoir que l'Elefant est protégé par 203 mm de BHL à 90°, les affrontements de chars se déroulant en général aux alentours de 1,5 km de distance: le chasseur allemand perd théoriquement ses duels face au chasseur soviétique.
Toutefois durant les essais de juillet 1944, le canon a montré quelques déficiences qui le rendent difficile à opérer par l'équipage, notamment un frein de bouche et une culasse peu fiable, ainsi que des obus à performances insatisfaisantes. De plus, le canon, de par son éloignement de la caisse (sa longueur en somme), limite la manœuvrabilité du véhicule au combat. Le canon automoteur soviétique a une capacité en munitions de 21 obus et une cadence de tir de 2 coups/min. Il utilise le moteur, la transmission, le train de roulement ainsi que l'équipement électrique de l'ISU-122. 
En août 1944, le BL-8 est remplacé par sa version améliorée, le BL-10 de 152,4 mm légèrement moins long (7 392 mm, 48,5 calibres). Ce nouveau véhicule mieux armé prend le nom d'ISU-152-2(ИСУ-152-2). Sa désignation d'usine est Object 247 (Объект 247). Il est lui aussi équipé avec des réservoirs de carburants externe. Le canon a maintenant un frein de bouche modifié et un bloc de culasse semi automatique ce qui lui permet désormais une cadence de tir de 3 coups/min. Avec les mêmes obus explosifs, ce nouveau canon a une portée maximale de 18 000 mètres, ce qui s'explique par la longueur réduite du canon. Les essais de décembre 1944 sur l'ISU-152-2 révèlent que la puissance du BL-10 et son angle de guidage horizontal sont insuffisants. Le canon a été renvoyé au bureau de conception pour être amélioré, mais les modifications n'eurent pas le temps d'être appliquées avant la fin de la guerre. Le chasseur de chars ne sera jamais adopté. Après la guerre, la dernière et plus aboutie, la troisième version de l'ISU-152-2 fut complétée. Dans cette modification ultime le canon a une portée maximale de 19 500 mètres avec des nouveaux obus explosifs de 48,5 kg qui ont une vitesse à la sortie de bouche de 880 m/s. Il reste évident que nous parlons ici de portée maximale et non de portée à laquelle ce canon est capable de détruire un véhicule ennemi.
ISU-152K:
Une variante modernisée de l'ISU-152 de la Seconde Guerre mondiale développée en 1956 dans la Leningrad Kirov Plant. Sa désignation d'usine était Object 241K (Объект 241К). Il utilise un nouveau moteur, celui du T-54 avec un système de refroidissement et un radiateur. La capacité du principal réservoir intérieur a été augmenté à 920 litres, ce qui a ajouté 500 km d'autonomie sur route. La capacité en emports de munitions a elle aussi été augmentée à 30 obus après la suppression d'un réservoir de carburant additionnel qui se situait dans le compartiment de combat. L'obusier,étant le même que sur la version originale à savoir le ML-20S de 152,4 mm, reste à la portée maximum de 13 000 mètres. Il reçoit une nouvelle coupelle de commandement ainsi que de nouvelles optiques de visées. Le train de roulement utilise divers éléments du T-10.Le mantelet reçoit de nouvelles protections pour les optiques de visées.Certains ISU-152K reçurent une plaque de blindage supplémentaire de 15 mm soudée par-dessus la plaque de 60 mm protégeant le mantelet.
ISU-152M:
La variante ultime et la plus évoluée, la variante modernisée de l'ISU-152 développée en 1959 par la désormais Chelyabinsk Kirovsk Plant. Cette modernisation se faisait en parallèle au programme de l'IS-2M et de ce fait l'ISU-152M en tire quelques éléments. La désignation d'usine est Object 241M (Объект 241М). Les innovations incluent un système de visée nocturne, une capacité en munition augmentée pour la mitrailleuse de 12,7 mm, anciennement DShK qui a été remplacée par sa version améliorée DShKM ainsi que des améliorations automobiles internes. Le canon automoteur a la même coupole de commandement et les mêmes systèmes de visée de l'ISU-152K. Il tire aussi beaucoup d'autres éléments de ce dernier comme la capacité en carburant (920 litres), la capacité d'emport en munitions (30) et la portée du canon qui reste la même (13 000 mètres) due au fait qu'il utilise le même ML-20S ainsi que les mêmes obus. Le blindage du mantelet a été de manière générale augmenté par l'ajout de plaques de blindage. Pour finir l'ISU-152M a le même moteur que son prédécesseur, le V-54K équipé d'un radiateur mais en revanche démuni de son système de refroidissement.